# LIV periodo legislativo del Congreso Nacional de Chile
El LIV periodo legislativo del Congreso Nacional de Chile corresponde a la legislatura del Congreso Nacional tras las elecciones parlamentarias de 2013. Está conformado por los senadores y los diputados miembros de sus respectivas cámaras, e inició el día 11 de marzo de 2014 para concluir el día 11 de marzo de 2018.
En el proceso electoral de 2013 se renovó en su totalidad la Cámara de Diputados, cuyos miembros ejercerán sus cargos por un periodo de cuatro años y por ende únicamente en este periodo legislativo; asimismo, se eligieron 20 senadores, correspondientes a las circunscripciones de las regiones Antofagasta, Coquimbo, Metropolitana, O´higgins, Biobío, Los Lagos, Los Ríos y Magallanes, que desempeñarán sus cargos por un periodo de ocho años, y por lo tanto lo harán también en el posterior periodo legislativo. En las elecciones de 2009 se eligieron 18 senadores, correspondientes a las circunscripciones de las regiones Tarapacá, Arica y Parinacota, Atacama, Valparaíso, Maule, Araucanía, Aysén, que concluirán su mandato durante este periodo legislativo.
Este será el último periodo legislativo con la estructura de 120 diputados y 38 senadores, sistema que se mantiene desde la Reforma Constitucional del año 2005. Con la reforma electoral aprobada el 2015, a contar del próximo periodo la Cámara de Diputados contará con 155 miembros, mientras que el Senado estará compuesto solo por el próximo periodo por 44 senadores, mientras que en el subsiguiente se terminará de componer con los 50 miembros que señala la reforma.

## Senado de la República
El Senado de la República se conformó con 18 senadores electos desde 2009 y que ya estaban presentes desde el anterior periodo legislativo, y 20 nuevos senadores correspondiente a las regiones de Antofagasta, Coquimbo, O’Higgins, Bío-Bío, Los Ríos, Los Lagos, Magallanes y Metropolitana, electos para un periodo de ocho años, dando un total de 38 senadores.
La composición del Senado en el LIV periodo legislativo fue el siguiente:

### Número de senadores por partido político
| Partido | Partido                        | Senadores |
| ------- | ------------------------------ | --------- |
|         | Unión Demócrata Independiente  | 7         |
|         | Partido Demócrata Cristiano    | 6         |
|         | Partido por la Democracia      | 6         |
|         | Renovación Nacional            | 6         |
|         | Partido Socialista de Chile    | 5         |
|         | Independientes Nueva Mayoría   | 2         |
|         | Amplitud                       | 1         |
|         | Democracia Regional Patagónica | 1         |
|         | País                           | 1         |
|         | Independientes fuera de pacto  | 3         |

### Miembros actuales
| Región                      | Circunscripción | Senadores                                                      | Partido          | Región       | Circunscripción | Senadores                                                   | Partido  |
| --------------------------- | --------------- | -------------------------------------------------------------- | ---------------- | ------------ | --------------- | ----------------------------------------------------------- | -------- |
| Arica y Parinacota-Tarapacá | 1               | Jaime Orpis Bouchon Fulvio Rossi Ciocca                        | Ind              | Maule        | 11              | Hernán Larraín Fernández Manuel Matta Aragay                | UDI PDC  |
| Antofagasta                 | 2               | Alejandro Guillier Álvarez Pedro Araya Guerrero                | IND-PRSD IND-PDC | Bío-Bío      | 12              | Alejandro Navarro Brain Jacqueline van Rysselberghe Herrera | País UDI |
| Atacama                     | 3               | Isabel Allende Bussi Baldo Prokurica Prokurica                 | PS RN            | Bío-Bío      | 13              | Felipe Harboe Bascuñán Víctor Pérez Varela                  | PPD UDI  |
| Coquimbo                    | 4               | Jorge Pizarro Soto Adriana Muñoz D’Albora                      | PDC PPD          | La Araucanía | 14              | Alberto Espina Otero Jaime Quintana Leal                    | RN PPD   |
| Valparaíso                  | 5               | Lily Pérez San Martín Ignacio Walker Prieto                    | AMP PDC          | La Araucanía | 15              | Eugenio Tuma Zedán José García Ruminot                      | PPD RN   |
| Valparaíso                  | 6               | Ricardo Lagos Weber Francisco Chahuán Chahuan                  | PPD RN           | Los Ríos     | 16              | Alfonso de Urresti Longton Ena von Baer Jahn                | PS UDI   |
| Metropolitana               | 7               | Guido Girardi Lavín Andrés Allamand Zavala                     | PPD RN           | Los Lagos    | 17              | Rabindranath Quinteros Lara Iván Moreira Barros             | PS UDI   |
| Metropolitana               | 8               | Manuel José Ossandón Irarrázaval Carlos Montes Cisternas       | RN PS            | Aysén        | 18              | Antonio Horvath Kiss Patricio Walker Prieto                 | IND PDC  |
| O'Higgins                   | 9               | Juan Pablo Letelier Morel Alejandro García-Huidobro Sanfuentes | PS UDI           | Magallanes   | 19              | Carolina Goic Boroevic Carlos Bianchi Chelech               | PDC DR-P |
| Maule                       | 10              | Juan Antonio Coloma Correa Andrés Zaldívar Larraín             | UDI PDC          |              |                 |                                                             |          |

### Presidentes del Senado
Por decisión del pacto Nueva Mayoría la senadora socialista Isabel Allende asumió como presidenta del Senado el 11 de marzo de 2014, transformándose en la primera mujer en ostentar dicho cargo en la historia del país. Por acuerdos al interior del pacto, en el próximo período el cupo le corresponderá a un PDC (Patricio Walker), en 2016 a un PPD (Ricardo Lagos Weber) y en 2017 nuevamente a un PDC (por definir).
| Inicio              | Término             | Presidente | Presidente              | Partido | Partido |
| ------------------- | ------------------- | ---------- | ----------------------- | ------- | ------- |
| 11 de marzo de 2014 | 11 de marzo de 2015 |            | Isabel Allende Bussi    |         | PS      |
| 11 de marzo de 2015 | 15 de marzo de 2016 |            | Patricio Walker Prieto  |         | PDC     |
| 15 de marzo de 2016 | 21 de marzo de 2017 |            | Ricardo Lagos Weber     |         | PPD     |
| 21 de marzo de 2017 | 11 de marzo de 2018 |            | Andrés Zaldívar Larraín |         | PDC     |

### Vicepresidente
- Primer año de ejercicio (2014 - 2015):
  - Eugenio Tuma Zedán (PPD)
- Segundo año de ejercicio (2015 - 2016):
  - Alejandro Navarro Brain (MAS)
  - Adriana Muñoz D’Albora (PPD)
- Tercer año de ejercicio (2016 - 2017):
  - Jaime Quintana Leal (PPD)
- Cuarto año de ejercicio (2017-2018):
  - Guido Girardi Lavín (PPD)

### Jefes de Bancada
- Partido Demócrata Cristiano de Chile:
  - Jorge Pizarro
  - Pedro Araya
  - Carolina Goic
  - Andrés Zaldívar
  - Jorge Pizarro
- Partido por la Democracia:
  - Guido Girardi
- Movimiento Amplio Social e Independientes:
  - Alejandro Navarro
- Independientes y Amplitud:
  - Antonio Horvath
  - Alejandro Guillier
- Partido Socialista de Chile:
  - Juan Pablo Letelier
  - Carlos Montes
  - Alfonso de Urresti
- Renovación Nacional:
  - Alberto Espina
  - José García Ruminot
  - Francisco Chahuán
  - Andrés Allamand
- Unión Demócrata Independiente:
  - Hernán Larraín
  - Victor Pérez Varela
  - Hernán Larraín

## Cámara de Diputados
La Cámara de Diputados está compuesta por 120 legisladores electos para un periodo de 4 años y reelegibles para el periodo inmediato. Los 120 diputados son electos mediante el sistema binominal, por cada uno de los distritos electorales del país.
La composición de la Cámara de Diputados en el LIV periodo legislativo es como sigue:

### Número de diputados por partido político
| Partido | Partido                                                | Diputados |
| ------- | ------------------------------------------------------ | --------- |
|         | Unión Demócrata Independiente                          | 29        |
|         | Partido Demócrata Cristiano                            | 21        |
|         | Renovación Nacional                                    | 15        |
|         | Partido por la Democracia                              | 15        |
|         | Partido Socialista de Chile                            | 16        |
|         | Partido Comunista                                      | 6         |
|         | Partido Radical Socialdemócrata                        | 6         |
|         | Independientes Nueva Mayoría                           | 3         |
|         | Independientes fuera de pacto                          | 2         |
|         | Amplitud                                               | 2         |
|         | Independientes Chile Vamos                             | 2         |
|         | Evolución Política                                     | 1         |
|         | Partido Liberal                                        | 1         |
|         | Movimiento Independiente Regionalista Agrario y Social | 1         |
|         | Izquierda Ciudadana                                    | 1         |

### Miembros actuales
| Región             | Distrito | Diputado                                           | Partido     | Región        | Distrito | Diputado                                                    | Partido     |
| ------------------ | -------- | -------------------------------------------------- | ----------- | ------------- | -------- | ----------------------------------------------------------- | ----------- |
| Arica y Parinacota | 1        | Luis Rocafull López Vlado Mirosevic Verdugo        | PS PL       | Metropolitana | 31       | Denise Pascal Allende Juan Antonio Coloma Álamos            | PS UDI      |
| Tarapacá           | 2        | Hugo Gutiérrez Gálvez Renzo Trisotti Martínez      | PCCh UDI    | O'Higgins     | 32       | Juan Luis Castro Gonzalez Issa Kort Garriga                 | PS UDI      |
| Antofagasta        | 3        | Marcos Espinosa Monardes Felipe Ward Edwards       | PRSD UDI    | O'Higgins     | 33       | Ricardo Rincón González Felipe Letelier Norambuena          | PDC PPD     |
| Antofagasta        | 4        | Marcela Hernando Pérez Paulina Núñez Urrutia       | PRSD RN     | O'Higgins     | 34       | Alejandra Sepúlveda Orbenes Javier Macaya Danús             | MIRAS UDI   |
| Atacama            | 5        | Lautaro Carmona Soto Daniella Cicardini Milla      | PCCh PS     | O'Higgins     | 35       | Ramón Barros Montero Sergio Espejo Yaksic                   | UDI PDC     |
| Atacama            | 6        | Yasna Provoste Campillay Alberto Robles Pantoja    | PDC PRSD    | Maule         | 36       | Roberto León Ramírez Celso Morales Muñoz                    | PDC UDI     |
| Coquimbo           | 7        | Raúl Saldívar Auger Sergio Gahona Salazar          | PS UDI      | Maule         | 37       | Sergio Aguiló Melo Germán Verdugo Soto                      | IC RN       |
| Coquimbo           | 8        | Matías Walker Prieto Daniel Núñez Arancibia        | PDC PCCh    | Maule         | 38       | Pablo Lorenzini Basso Pedro Pablo Álvarez-Salamanca Ramírez | PDC UDI     |
| Coquimbo           | 9        | Luis Lemus Aracena Miguel Ángel Alvarado Ramírez   | PS PPD      | Maule         | 39       | Jorge Tarud Daccarett Romilio Gutiérrez Pino                | PPD UDI     |
| Valparaíso         | 10       | Andrea Molina Oliva Christian Urízar Muñoz         | UDI PS      | Maule         | 40       | Guillermo Ceroni Fuentes Ignacio Urrutia Bonilla            | PPD UDI     |
| Valparaíso         | 11       | Marco Antonio Núñez Lozano Gaspar Rivas Sánchez    | PPD IND     | Bío-Bío       | 41       | Carlos Abel Jarpa Wevar Rosauro Martínez Labbé              | PRSD RN     |
| Valparaíso         | 12       | Arturo Squella Ovalle Marcelo Schilling Rodríguez  | UDI PS      | Bío-Bío       | 42       | Jorge Sabag Villalobos Loreto Carvajal Ambiado              | PDC PPD     |
| Valparaíso         | 13       | Aldo Cornejo Gonzalez Joaquín Godoy Ibáñez         | PDC AMP     | Bío-Bío       | 43       | Cristián Campos Jara Jorge Ulloa Aguillón                   | PPD UDI     |
| Valparaíso         | 14       | Rodrigo González Torres Osvaldo Urrutia Soto       | PPD UDI     | Bío-Bío       | 44       | José Miguel Ortiz Novoa Enrique van Rysselberghe Herrera    | PDC UDI     |
| Valparaíso         | 15       | Víctor Torres Jeldes María José Hoffmann Opazo     | PDC UDI     | Bío-Bío       | 45       | Clemira Pacheco Rivas Marcelo Chávez Velásquez              | PS PDC      |
| Metropolitana      | 16       | Gabriel Silber Romo Patricio Melero Abaroa         | PDC UDI     | Bío-Bío       | 46       | Manuel Monsalve Benavides Iván Norambuena Farías            | PS UDI      |
| Metropolitana      | 17       | Karla Rubilar Barahona Daniel Farcas Guendelman    | IND PPD     | Bío-Bío       | 47       | José Pérez Arriagada Roberto Poblete Zapata                 | PRSD IND-PS |
| Metropolitana      | 18       | Cristina Girardi Lavín Nicolás Monckeberg Díaz     | PPD RN      | La Araucanía  | 48       | Mario Venegas Cárdenas Jorge Rathgeb Schifferli             | PDC RN      |
| Metropolitana      | 19       | Karol Cariola Oliva Claudia Nogueira Fernández     | PCCh UDI    | La Araucanía  | 49       | Fuad Chahin Valenzuela Diego Paulsen Kehr                   | PDC RN      |
| Metropolitana      | 20       | Pepe Auth Steward Joaquín Lavín León               | PPD UDI     | La Araucanía  | 50       | René Saffirio Espinoza Germán Becker Alvear                 | IND RN      |
| Metropolitana      | 21       | Maya Fernández Allende Marcela Sabat Fernández     | PS RN       | La Araucanía  | 51       | Joaquín Tuma Zedan José Manuel Edwards Silva                | PPD RN      |
| Metropolitana      | 22       | Giorgio Jackson Drago Felipe Kast Sommerhoff       | IND Evópoli | La Araucanía  | 52       | Fernando Meza Moncada René Manuel García García             | PRSD RN     |
| Metropolitana      | 23       | Cristián Monckeberg Bruner Ernesto Silva Méndez    | RN UDI      | Los Ríos      | 53       | Iván Flores García Bernardo Berger Fett                     | PDC RN      |
| Metropolitana      | 24       | Jaime Pilowsky Greene José Antonio Kast Rist       | PDC UDI     | Los Ríos      | 54       | Enrique Jaramillo Becker Gonzalo Fuenzalida Figueroa        | PPD RN      |
| Metropolitana      | 25       | Ramón Farías Ponce Claudio Arriagada Macaya        | PPD PDC     | Los Lagos     | 55       | Sergio Ojeda Uribe Javier Hernández Hernández               | PDC UDI     |
| Metropolitana      | 26       | Camila Vallejo Dowling Gustavo Hasbún Selume       | PCCh UDI    | Los Lagos     | 56       | Fidel Espinoza Sandoval Felipe de Mussy Hiriart             | PS UDI      |
| Metropolitana      | 27       | Tucapel Jiménez Fuentes Daniel Melo Contreras      | PPD PS      | Los Lagos     | 57       | Patricio Vallespín López Marisol Turres Figueroa            | PDC UDI     |
| Metropolitana      | 28       | Guillermo Teillier del Valle Pedro Browne Urrejola | PCCh AMP    | Los Lagos     | 58       | Jenny Álvarez Vera Alejandro Santana Tirachini              | PS RN       |
| Metropolitana      | 29       | Osvaldo Andrade Lara Leopoldo Pérez Lahsen         | PS RN       | Aysén         | 59       | Iván Fuentes Castillo David Sandoval Plaza                  | IND-PDC UDI |
| Metropolitana      | 30       | Leonardo Soto Ferrada Jaime Bellolio Avaria        | PS UDI      | Magallanes    | 60       | Gabriel Boric Font Juan Morano Cornejo                      | IND PDC     |

### Presidentes de la Cámara de Diputados
Por decisión del pacto Nueva Mayoría, el diputado democratacristiano Aldo Cornejo asumió como presidente de la Cámara Baja el 11 de marzo de 2014. Por acuerdo del pacto, en el próximo período el cupo le corresponderá a un PPD (Marco Antonio Núñez) y en los últimos dos años de gobierno a dos socialistas (Osvaldo Andrade y Fidel Espinoza).
| Inicio              | Término             | Presidente | Presidente                 | Partido | Partido |
| ------------------- | ------------------- | ---------- | -------------------------- | ------- | ------- |
| 11 de marzo de 2014 | 17 de marzo de 2015 |            | Aldo Cornejo González      |         | PDC     |
| 17 de marzo de 2015 | 22 de marzo de 2016 |            | Marco Antonio Núñez Lozano |         | PPD     |
| 22 de marzo de 2016 | 22 de marzo de 2017 |            | Osvaldo Andrade Lara       |         | PS      |
| 22 de marzo de 2017 | 11 de marzo de 2018 |            | Fidel Espinoza Sandoval    |         | PS      |

### Vicepresidentes
- Primer año de ejercicio (2014 - 2015):
  - Lautaro Carmona Soto (PCCh)
  - Rodrigo González Torres (PPD)
- Segundo año de ejercicio (2015 - 2016):
  - Patricio Vallespín López (PDC)
  - Denise Pascal Allende (PS)
- Tercer año de ejercicio (2016 - 2017):
  - Marcos Espinosa Monardes (PRSD)
  - Gabriel Silber Romo (PDC)
- Cuarto año de ejercicio (2017 - 2018):
  - Enrique Jaramillo Becker (PPD)
  - Jorge Sabag Villalobos (PDC)

### Jefes de Bancada
- Partido Comunista de Chile e Izquierda Izquierda:
  - Hugo Gutiérrez
  - Daniel Núñez
  - Karol Cariola
  - Camila Vallejo
- Partido Demócrata Cristiano de Chile:
  - Matías Walker
  - Ricardo Rincón
  - Fuad Chahín
  - Roberto León
- Partido por la Democracia:
  - Pepe Auth
  - Jorge Tarud
  - Ramón Farías
  - Loreto Carvajal
- Partido Radical Socialdemócrata:
  - Marcos Espinosa
  - José Pérez
  - Marcela Hernando
- Independientes:
  - Giorgio Jackson
  - Pedro Browne
  - Karla Rubilar
  - René Saffirio
- Partido Socialista de Chile:
  - Marcelo Schilling
  - Manuel Monsalve
  - Juan Luis Castro
  - Daniel Melo
- Renovación Nacional:
  - Leopoldo Pérez
  - Nicolás Monckeberg
  - Alejandro Santana
  - Germán Becker
  - Leopoldo Pérez
- Unión Demócrata Independiente:
  - Felipe Ward
  - María José Hoffmann
  - Juan Antonio Coloma
  - Felipe Ward